# Arabidella
Arabidella es un género  de plantas, pertenecientes a la familia Brassicaceae.  Comprende 7 especies descritas y   aceptadas.

## Taxonomía
El género fue descrito por (F.Muell.) O.E.Schulz  y publicado en Das Pflanzenreich IV. 105(Heft 86): 177. 1924.

## Especies aceptadas
A continuación se brinda un listado de las especies del género Arabidella aceptadas hasta septiembre de 2013, ordenadas alfabéticamente. Para cada una se indica el nombre binomial seguido del autor, abreviado según las convenciones y usos.
- Arabidella chrysodema Lepschi & Wege
- Arabidella eremigena (F.Muell.) E.A.Shaw
- Arabidella filifolia (F.Muell.) E.A.Shaw
- Arabidella glaucescens E.A.Shaw
- Arabidella nasturtium (F.Muell.) E.A.Shaw
- Arabidella procumbens (Tate) E.A.Shaw
- Arabidella trisecta (F.Muell.) O.E.Schulz